# Vincenzo Onorato (calciatore)
Vincenzo Onorato (Napoli, 5 giugno 1963) è un ex calciatore italiano, di ruolo attaccante.

## Carriera
Ha disputato cinque campionati con l'Ischia Isolaverde, conquistando il titolo di capocannoniere del girone D della serie C2 con 19 reti segnate nella stagione 1986-87.
Tra il 1987 e il 1991 ha collezionato 65 presenze in Serie B con le maglie di Reggina e Messina.

## Palmarès

### Club

#### Competizioni nazionali
- Campionato Interregionale: 1

Ischia Isolaverde: 1982-1983
- Serie C2: 1

Juve Stabia: 1992-1993